# Normmetall
Normmetall oder Norm-Metall ist eine Goldlegierung mit einem Goldanteil von unter 8 Karat, bzw. unter 333/- Tausendstel Teilen. Der restliche Teil der Legierung besteht aus Silber und Kupfer. Es hat eine hellgelbe Farbe und ist verhältnismäßig weich.
Normmetall wurde um 1900 für die günstige Herstellung von Granatschmuck verwendet. Vor allem Armreife und -bänder, aber auch Halsketten, Ringe und anderes wurden daraus gefertigt. 